# Dawid Godziek
Dawid Godziek (ur. 10 sierpnia 1994 w Suszcu) – polski rowerzysta w dyscyplinach BMX Dirt oraz MTB Slopestyle. Dwukrotny złoty medalista X-Games (2018, 2022) w konkurencji BMX Dirt. Mistrz świata w MTB Slopestyle. 
Jego brat – Szymon Godziek – także jest kolarzem. 

## Życiorys
W 2018 jako pierwszy Polak zdobył mistrzostwo X-Games w konkurencji BMX Dirt. W 2019 zdobył 3. miejsce (brązowy medal). Po trzyletniej przerwie, podczas której skupiał się na MTB Slopestyle, ponownie zdobył mistrzostwo w 2022 roku. W 2018 jako pierwszy na świecie wykonał na MTB trick o nazwie Quad Tailwhip, a także 720* Frontflip Nohand to Barspin (inaczej: Twister Nohand to Barspin), dzięki czemu zajął trzecie miejsce w zawodach X-Games Kalifornia. 27 lipca 2024 roku w Whistler w Kanadzie zdobył tytuł slopestyle’owego Mistrza Świata. Za dobryte trzy złote medale z rzędu w ramach Pucharu Świata Freeride Mountain Bike otrzymał trofeum Potrójnej Korony zawodów cyklu Crankworx World Tour.
W sierpniu 2024 w pobliżu Białej Godziek pokonał rowerowy tor przeszkód na pociągu towarowym jadącym linią kolejową nr 306 Krapkowice – Prudnik.